# 加勒特狸藻
加勒特狸藻（学名：Utricularia garrettii）為狸藻屬多年生小型食虫植物。其种加词“garrettii”来源于英国植物采集者H·B·G·加勒特（H. B. G. Garrett）。加勒特狸藻为泰国的特有種，仅发现模式产地一处分布地，也仅在一份标本。其岩生于海拔约2175米的潮湿岩石上。1986年，彼得·泰勒基于加勒特1910年采集的标本正式描述了加勒特狸藻。但直至1989年彼得·泰勒修订描述时，他也没有重新采集加勒特狸藻的标本。加勒特狸藻与圆叶狸藻（U. striatula）非常类似。